# ميثاق أولمبي

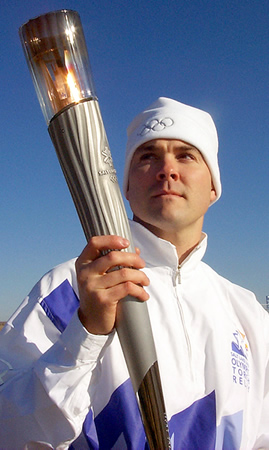

الميثاق الأوليمبي هو دستور عمل الحركة الأولمبية، وتنظيم الدورات الأولمبية، وهو الجامع للأحكام والقوانين، التي تقرها اللجنة الأولمبية الدولية. ويتم تجديد هذا الميثاق وتحديثه إضافة وحذف وتعديل كل اربع سنوات تقريبا حيث ان الميثاق الاوليمبي الحالي أصبح نافذا منذ 17 تموز/ يوليو 2020 ويضم (61) قاعدة، وفي حالة النزاع فقد تطرقت القاعدتان (44) (النظام الداخلي منها الفقرة 6 منها تحديدا) و (61) والاخيرة منه على اختصاص محكمة التحكيم الرياضية CAS على اختصاصها بحل تلك النزاعات:
ونصت القاعدتان (44) الفقرة (6) و (61) والأخيرة منه على الآتي: 

## النظام الداخلي للقاعدة 44 / الفقرة 6
يجب على جميع المشاركين في الألعاب الأولمبية، بأي صفة، الامتثال لعملية الاشتراك على النحو الذي يحدده المجلس التنفيذي للجنة الأولمبية الدولية، بما في ذلك التوقيع على استمارة الاشتراك، والتي تتضمن التزامًا بـ (1) الامتثال للميثاق الأولمبي والقانون العالمي لمكافحة المنشطات و (2) عرض النزاعات على الاختصاص القضائي لمحكمة التحكيم الرياضية (CAS).
(1) لأن النظام الأساسي وقوانين محكمة التحكيم الرياضية (CAS) في لوزان لا تقبل التحكيم أمامها أو الوساطة أمامها الا باتفاق الأطراف المتنازعة أو وجود قانون أو نظام أساسي يؤكد ذلك.

## القاعدة 61 حل النزاعات
1.  قرارات اللجنة الأولمبية الدولية نهائية. يمكن حل أي نزاع يتعلق بتطبيقها أو تفسيرها فقط من قبل المجلس التنفيذي للجنة الأولمبية الدولية، وفي بعض الحالات، عن طريق التحكيم أمام محكمة التحكيم الرياضية (CAS). 
2. يتم عرض أي نزاع ينشأ بمناسبة أو فيما يتعلق بالألعاب الأولمبية حصريًا على محكمة التحكيم الرياضية، وفقًا لقانون التحكيم المتعلق بالرياضة.
أما محكمة التحكيم الرياضية CAS فقد صادقت اللجنة الاوليمبية الدولية عام 1983 على النظام الاساسي لها عام 1983 ودخل حيز التنفيذ في 30 حزيران/يونيو 1984م ومنذ هذا التأريخ بدأت محكمة التحكيم الرياضية في العمل بقيادة مؤسسها ورئيسها وكاتب نظامها الأساسي القاضي السنغالي كيبا مباي (1924 - 2007)، وتتشكل المحكمة من المجلس الدولي للتحكيم الرياضي ICAS الذي يضم (عشرين عضوا من الفقهاء ذوي الخبرة) وبحسب نص المادة (4) من النظام الأساسي لهذه المحكمة، وتعتبر محكمة التحكيم الرياضية CAS في لوزان هي محكمة مستقلة عن اللجنة الأولمبية الدولية.

## الجلسة الـ 136 للجمعية العمومية للجنة الاولمبية الدولية
انعقدت هذه الجلسة الـ 136 للجمعية العمومية لـاللجنة الاولمبية الدولية يوم 17 تموز/ يوليو 2020 اجتماع عبر الفيديو حسبما أعلن ذلك في وقت سابق من هذه الجلسة التي كان من المفترض ان تنعقد بنفس التأريخ فعليا وليس عبر الفيديو في العاصمة اليابانية طوكيو التي كان من المفترض ان تستضيف دورة الالعاب الاولمبية للفترة بين 24 تموز/ يوليو 2020 ولغاية 9 اب/أغسطس 2020 لكن بسبب جائحة كورونا جعلت الدورة هذه تؤجل إلى الفترة بين 23 تموز/ يوليو 2021 ولغاية 8 اب/أغسطس 2021 علما ان اجتماع الجمعية العمومية الافتراضي هذا انعقدت للفترة بين الساعة 00ر12 إلى الساعة 00ر16 من يوم الجمعة الموافق 17 تموز/يوليو 2020 وتم بثه مباشرة عبر الفيديو.

## النسخة الحالية للميثاق الأولمبي
في يوم 17 تموز/ يوليو 2020 وعشية الاجتماع الافتراضي (عبر الفيديو) للدورة (الجلسة) الـ (136) الخاصة بالجمعية العمومية بـاللجنة الأولمبية الدولية تم تعديل هذا الميثاق الأولمبي وصارت نسخته الحالية نافذة بدءاً من يوم 17 تموز/يوليو 2020 ونسخة الميثاق المحدثة هذه أسفل هذا الموضوع (*).
- النص الكامل للميثاق الأولمبي النافذ حالياً وباللغة الإنكليزية والساري النفاذ من 17 تموز/ يوليو 2020 وبطريقة الكتاب الإلكتروني (PDF):
- https://stillmed.olympic.org/media/Document%20Library/OlympicOrg/General/EN-Olympic-Charter.pdf